# Fête à Neu-Neu
Pour la chanson d'Henri Betti et Maurice Vandair, voir La Fête à Neu-Neu (chanson).

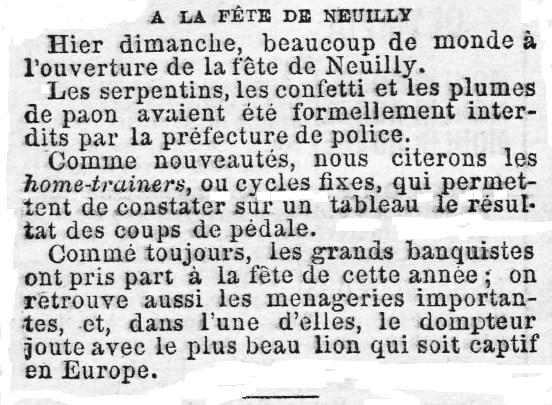
Annonce de l'ouverture de la Fête à Neu-Neu en juin 1893.

La Fête de Neuilly, baptisée également Fête à Neu-Neu, est une fête foraine très populaire de Neuilly-sur-Seine.

## Historique
Elle est créée par un décret impérial de Napoléon Ier en date du 10 juin 1815,, à la suite d'une demande de l'abbé Jean-François Delabordère, maire de Neuilly. Elle établit la première fête patronale de l'église Saint-Jean-Baptiste. Elle se déroule chaque année à la fin du mois de juin et au début du mois de juillet.

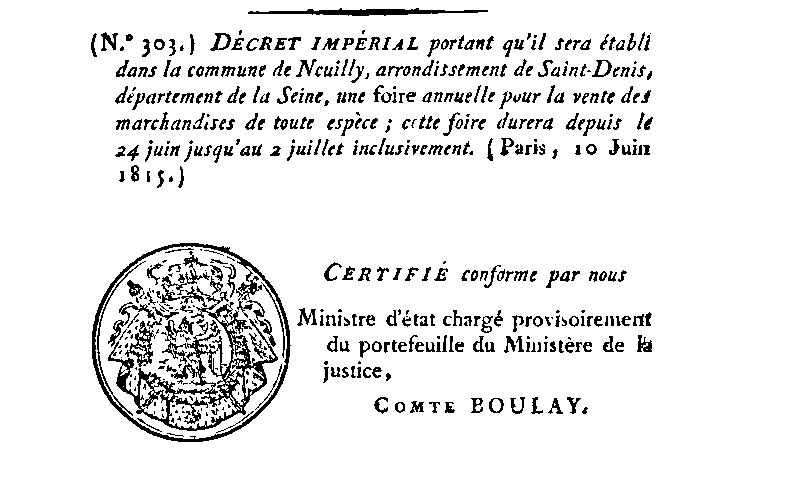
Annonce de la création de la fête le 10 juin 1815.

Elle se déroule sur les bas-côtés de l'avenue de Neuilly (aujourd'hui avenue Charles-de-Gaulle) depuis la porte Maillot jusqu'au pont de Neuilly. Elle est très vite surnommée la Fête à Neu-Neu. Sa dernière édition a lieu en 1935.
En 1936, l'élargissement de l'avenue de Neuilly est l'occasion de supprimer cette grande manifestation populaire dans une ville riche et résidentielle. Le motif officiel invoqué alors est que l'espace restant ne permet pas l'installation des manèges.
En 1944, dans une chanson nostalgique écrite par Maurice Vandair et mise en musique par Henri Betti, Maurice Chevalier a regretté la disparition de cette festivité.
À partir de1936 et jusqu'à la fin des années 1950 (vers 1959), une fête foraine appelée aussi Fête à Neu-Neu par les locaux, s'est tenue à partir de la place de La Défense à Puteaux, et sur le bas côté de l'avenue de la Défense, du côté Courbevoie, jusqu'au pont de Neuilly. Une photographie aérienne de l'Institut national de l'information géographique et forestière (IGN) prise à l'été 1949 en témoigne.
Le Roi et l'Oiseau dessin animé de Paul Grimault et Jacques Prévert sorti en 1980 cite la Fête de Neuilly comme une des merveilles du monde.
En 2008, la Foire d'automne, une fête foraine qui était installée sur la pelouse de Mortemart derrière l'hippodrome d'Auteuil, a été déplacée porte de la Muette et baptisée Fête au Bois. En 2010, elle a repris le nom ancien de Fête à Neu-Neu.

## Description de la Fête de Neuilly vers 1880

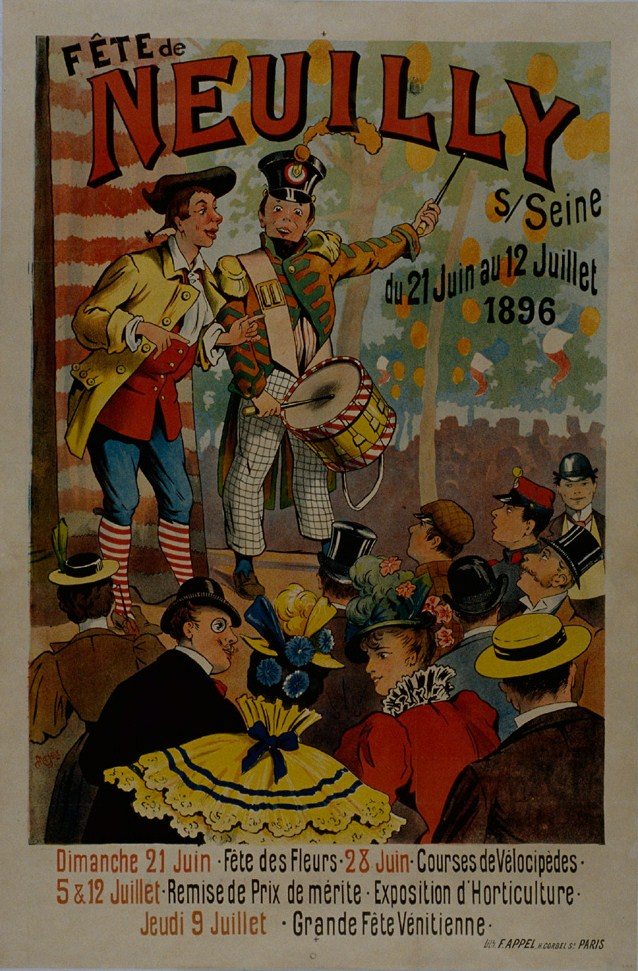
Affiche pour la fête 1896.

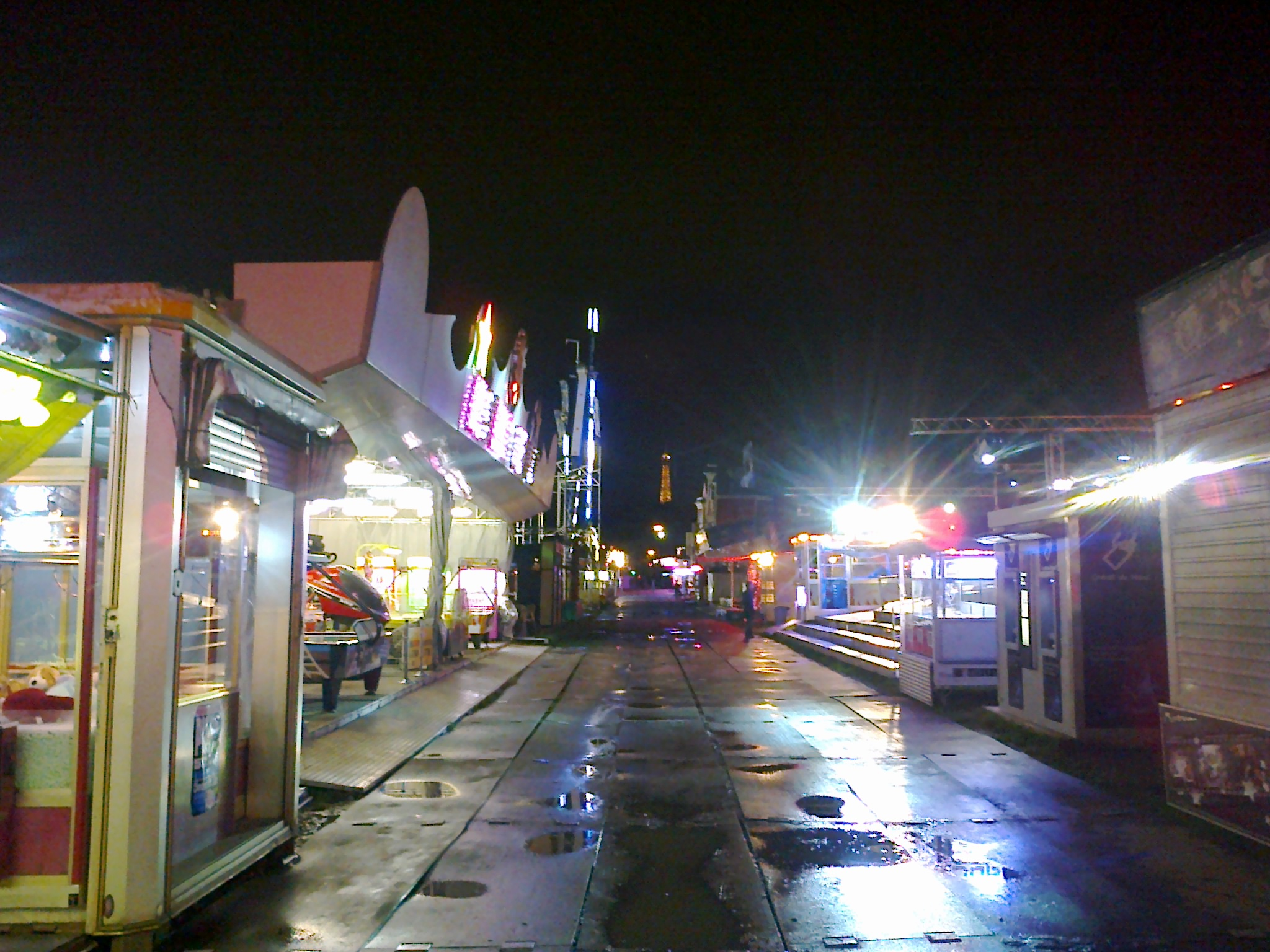
Fête à Neuneu de nuit en 2013. On aperçoit la tour Eiffel en arrière-plan.

Pierre Giffard décrit sa visite à la Fête de Neuilly en compagnie d'un alter-ego imaginaire baptisé Va-Partout :
La Fête de Neuilly. — Baraques et girandoles.
Lundi.
Hier, heureusement, grande inauguration, avec feux multicolores, de la Fête de Neuilly. La Foire de Saint-Cloud, la Fête de Neuilly, sont les deux solennités suburbaines qui font réellement courir tout Paris. Le Parisien doit en connaître la date exacte, et s'y rendre joyeusement le soir de l'inauguration.
Foule ! foule élégante; rangées de voitures de maîtres et de fiacres aux lanternes mêlées. Au-dessus de la fête, qui occupe près d'un kilomètre de long, plus de trente guirlandes de verres de couleur répandent des flots de lumières sur les baraques et de temps à autre, grâce au vent, une goutte d'huile sur les promeneurs. A perte de vue, une ligne non interrompue de boutiques bruyantes s'allonge vers Courbevoie. Autour des boutiques, sur la chaussée, près de dix mille personnes, qui regardent les parades, font grincer les tourniquets chargés de porcelaines bizarres et de verroteries, tirent à la cible, mangent du pain d'épice, dévorent des sucres d'orge, font pleurer des ballons en caoutchouc, jouent des castagnettes, applaudissent les paillasses, exterminent des marionnettes à coups de balles, tournent sur les chevaux de bois, se suspendent dans les balançoires, crient, sifflent, chantent, boivent, trépignent, vagissent, cognent, et bousculent, tout cela au milieu des piailleries de l'harmonie-trombone, du piston, de la clarinette d'aveugle, des grondements de grosse caisse, des claquements de cymbales, des hurlements de dentistes en délire, tout cela, à quelques centaines de mètres des Champs-Élysées, qui s'endorment dans le calme de la nuit.
Il est difficile de se frayer un chemin à travers les curieux. Où je croyais rencontrer le public ordinaire des environs de Paris, je trouve nombre de promeneurs et promeneuses du Bois, qui passent par Neuilly avant de rentrer.
— C'est le rendez-vous de la « gomme », me dit Va-Partout.
Et, en effet, il y a des liasses de gommeux et de demoiselles en robes claires, qui s'amusent énormément devant les boutiques illuminées, achètent des mirlitons et trompettent les airs de Farhbach. Des convois entiers de canotiers et canotières reviennent de Bougival et prennent d'assaut les baraques ; il y là également quantité de familles entières pour qui Neuilly et Saint-Cloud sont les deux seules fêtes admissibles en dehors des fortifications. Il y a des baraques réellement curieuses. Qu'est-ce que vous dites de l'honorable industriel inventeur de ce nouveau titre :
Je passe devant la prise de Bilbao, ville espagnole, par l'armée de Madrid, devant l'Enfer, d'après les auteurs «antiques», spectacle pour les petits enfants qui ne sont pas sages, devant la princesse Félicie, l'Hercule de Montmartre, le Polyorama, les Phénomènes humains et vivants, la Fête vénitienne, Michel-le-Maudit, drame en huit parties, la Ménagerie américaine, les Barnums de France, qui ont si longtemps assourdi. la place des Martyrs.
C'est avec bonheur que j'entre dans le Musée universel des événements tragiques, où sont visibles, derrière d'énormes lentilles de verres, toutes les catastrophes et tous les drames : l'assassinat du général Metsenzef par les nihilistes, la guerre russo-turque, l'explosion du palais d'Hiver. Je passe devant le lapin blanc qui joue du tambour, et je colle mon œil à la première lunette, qui représente l'Arrivée du shah de Perse à l'Arc de Triomphe de l'Étoile. À droite s'en vont lentement, vers la lunette suivante, ceux qui ont vu ; de la gauche viennent les curieux impatients qui ont la plus grande hâte de coller leurs rétines sur les verres grossissants et de s'offrir, sans en manquer un, les dix-huit tableaux qui composent le « spectacle ». Cela me rappelle la poésie de Va-Partout sur Montmartre.
Au milieu des lumières funèbres qui font resplendir la baraque, les curieuses surtout se multiplient ; petites bourgeoises et jeunes ouailles, ouvrières et cocodettes ; cela vous entoure et piétine autour de vous avec des froissements de robe et de petites impatiences qui se manifestent par les coups secs de l'ombrelle sur la toile rayée du « Musée» ; pour peu que vous y mettiez de la malice ; vous êtes circonvenu ; de petites menottes vous poussent sournoisement, de petits pieds grimpent sur le gradin destinée aux moutards; de petits bras, sortant nus de la manche en mousseline, s'appuient sur votre épaule ; vous voilà enveloppé dans la cretonne, la toile bleu gendarme et les jupes empesées.
Devant vous, derrière vous, de petites têtes s'allongent, montrant des petits cous blancs comme neige et de petites oreilles rouges... rouges; vous sentez autour de votre tête de petites poitrines qui respirent discrètement, de petites joues qui se creusent pour essayer de réprimer le sourire, des petites mèches de cheveux qui vous chatouillent le nez et les yeux ; finalement vous portez trois curieuses sur vos épaules. Il vous faut la force d'âme de Joseph pour laisser la place aux victorieuses, et vous en aller contempler l'Attaque du Bourget, qui suit, par-dessus les têtes frisées des quatre bambins ébahis, pendant que vos adversaires dévorent des yeux Nasser-Eddin-Schah et son aigrette à jamais légendaire.
Que dire des somnambules ? Jamais je n'en ai vu pareil concours.
Elles sont trente, installées dans les voilures peintes en vert que vous connaissez, avec des écriteaux invraisemblables sur la porte de l'établissement.
L'une d'elles apprend aux honorable visiteur tout ce qui peut intéresser une personne.
Et les chevaux de bois donc !
Encore un des bonheurs de la foire, et comme je me suis souvent arrêté pour voir tourner autour du pivot bariolé de lanternes vénitiennes l'escadron placide des coursiers richement caparaçonnés.
Il y a là de grands enfants et de grandes bonnes filles, qui sont heureux comme des dieux, de décrocher les anneaux, aux sons rauques de l'orgue de Barbarie, que le patron manie avec un tour de bras désespéré.
Et nous sommes là deux cents badauds qui regardons niaisement les grandes filles, brunes et blondes, cramponnées nerveusement à la barre de fer qui soutient le cheval, et fermant les yeux sous la sensation de la course échevelée, meurtries par l'instrument de torture, les collégiens qui disent des idioties et les bambinos qui vagissent sur le sein des nourrices, trop heureux de cette promenade pour songer aux désagréments qu'elle peut avoir dans la suite.
Toutes ces parties du tableau sont éclairées a giorno par vingt mille verres de couleur que la municipalité de Neuilly suspend au-dessus de la tête de ses visiteurs, comme des lampions de Damoclès.
On revient avec des mirlitons, et les poches pleines de tasses à café, gagnées à la loterie.
Cela fait le bonheur des concierges...

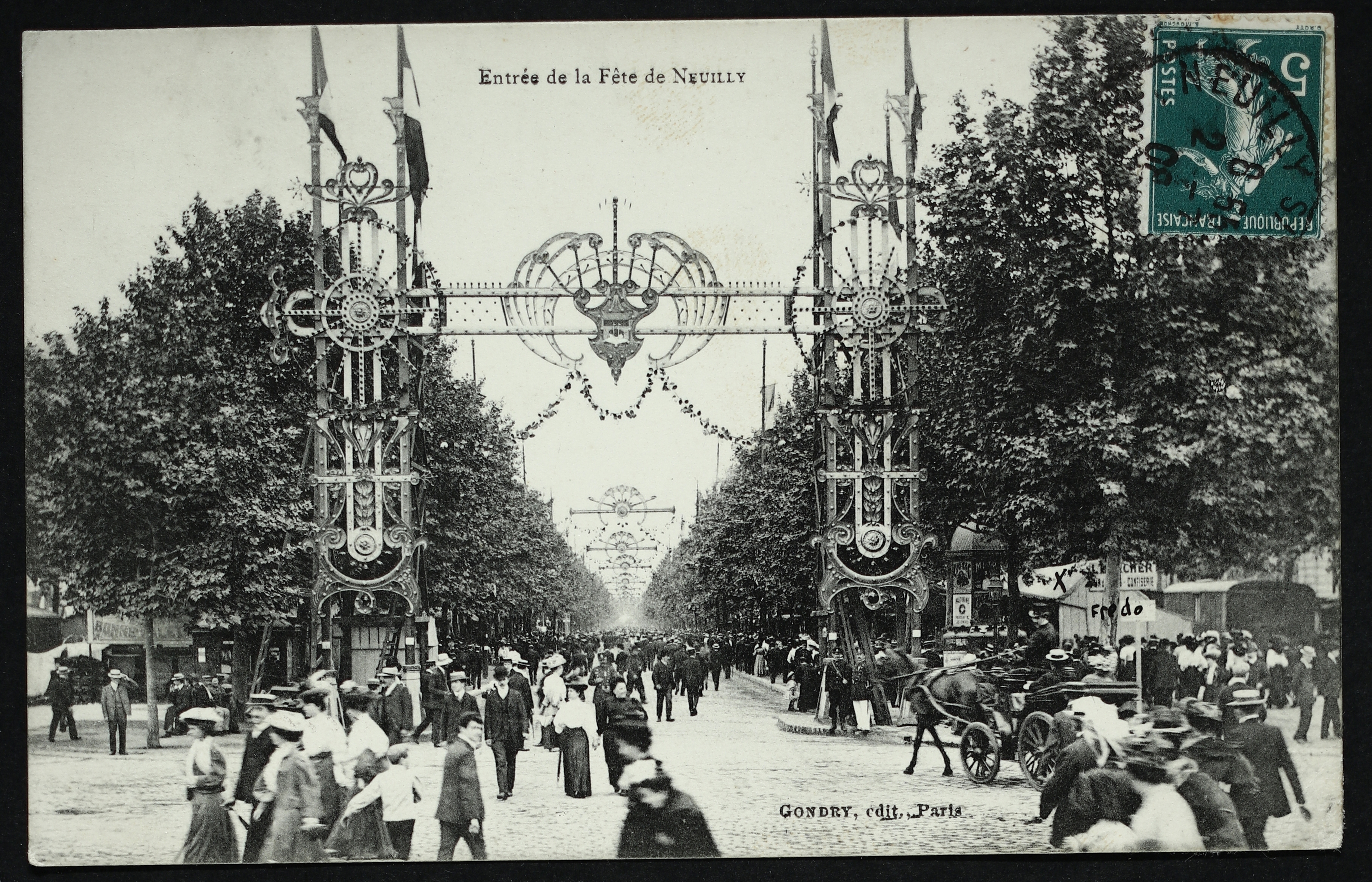
Entrée de la Fête de Neuilly.
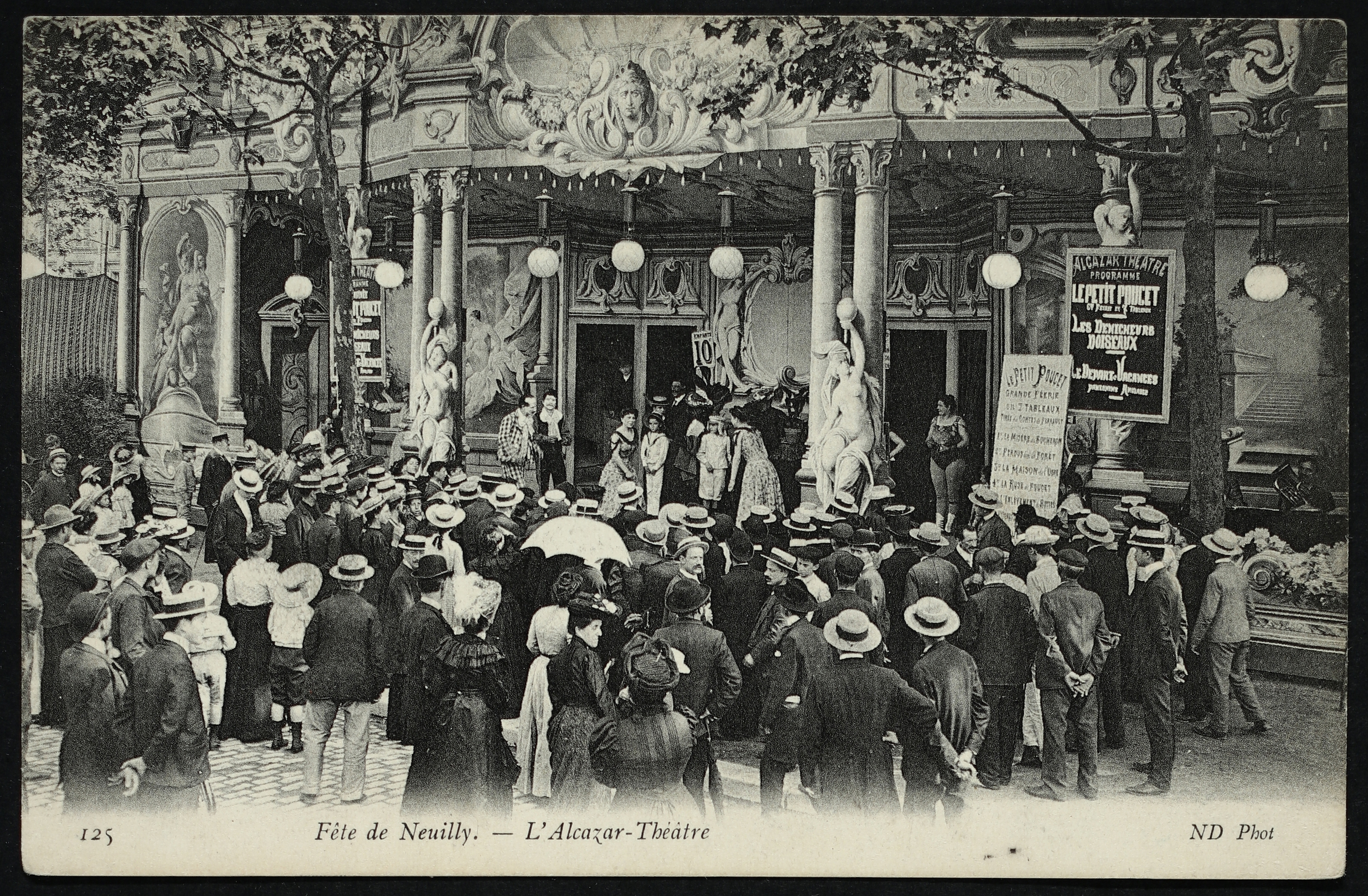
L'Alcazar Théâtre.
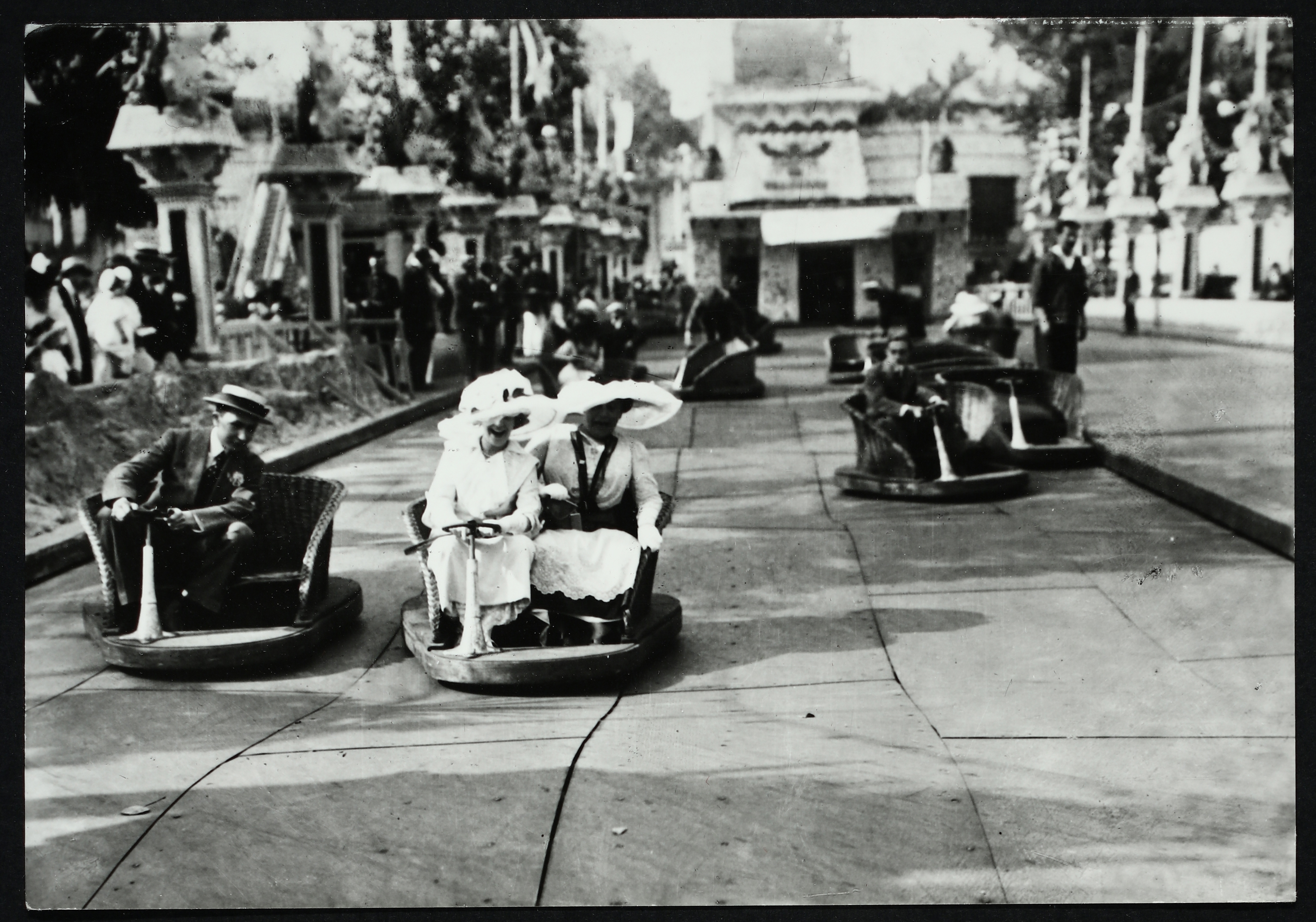
Autos-tamponneuses.